# Spezzacatena/Pà malavia
 Spezzacatena/Pà malavia, pubblicato nel 1964, è un singolo del cantante italiano Mario Trevi.

## Storia
Il disco contiene due brani inediti di Mario Trevi. Il brano Pà malavia vede lo stesso Trevi tra gli autori (con lo pseudonimo Iverta).

## Tracce
Lato A
- Spezzacatena  (De Crescenzo-Alfieri)

Lato B
- Pà malavia (Riccardi-Sorrentino-Iverta-Rico)

## Incisioni
Il singolo fu inciso su 45 giri, con marchio Durium- serie Royal (QCA 1331).
Direzione arrangiamenti: M° Eduardo Alfieri.